# Firenze Santa Maria Novella
Firenze Santa Maria Novella (w skrócie SMN, włoski: Stazione di Firenze Santa Maria Novella) – największa stacja kolejowa we Florencji i jedna z największych we Włoszech. Posiada połączenia z całym krajem i obsługuje m.in. szybkie pociągi Le Frecce. Nazwa dworca pochodzi od pobliskiego  kościoła Santa Maria Novella.
Jest czwartą stacją kolejową we Włoszech pod względem liczby obsługiwanych pasażerów (po Torino Porta Nuova i tuż przed Bologna Centrale).
Budynek stacji, wykonany z piaskowca pietraforte, uznawany za arcydzieło modernizmu, został zbudowany w 1934 przez zespół architektów grupy toskańskiej kierowanej przez Giovanni Michelucci. Plan stacji, widziany z góry, miał przypominać rózgi liktorskie, symbol włoskiego faszyzmu. Inne budynki, w tym ciepłownia i nastawnia, autorstwa Angiolo Mazzoni zostały wybudowane w tym samym czasie, ale reprezentują futuryzm. W pobliżu stacji grupa toskańska wybudowała w 1935 także modernistyczny Pałacyk Królewski Santa Maria Novella, wykonany z białego marmuru i połączony przejściem z peronami kolejowymi.
W pobliżu peronu 8 znajduje się pamiątkowa tablica poświęcona Żydom deportowanym przez faszystów do obozów śmierci.
| Firenze Santa Maria Novella         |  |                                               |
| Linia Bolonia - Florencja           |  |                                               |
| Firenze Rifrediodległość: 2,766 km  |  |                                               |
| Linia Florencja - Rzym (314,077 km) |  |                                               |
|                                     |  | Firenze Statuto                               |
| Linia Leopolda (0,000 km)           |  |                                               |
|                                     |  | Firenze Rifredi odległość: 2,767 km           |
| Linia Faentina (0,000 km)           |  |                                               |
|                                     |  | Firenze San Marco Vecchio odległość: 1,722 km |